# Florencio Utreras
Florencio Ignacio Utreras Díaz (Ancud, 25 de diciembre de 1951) es un matemático chileno, considerado dentro de los padres de la internet en Chile.

## Biografía
Estudió ingeniería matemática en la Universidad de Chile, graduándose en 1975. Luego, en 1979 se doctoró en ingeniería por la Universidad de Grenoble de Francia.
En 1987 dirigió la conexión de Chile con BITNET, la red académica formada el año 1981 en la City University de Nueva York y la Universidad de Yale. En 1992 contribuyó a la creación de la Red Universitaria Nacional (REUNA), la primera red académica de Latinoamérica y el Caribe.
En 1997 ayudó a iniciar la alianza estratégica entre REUNA y CTC para concretar Reuna2, red de banda ancha que conectaba desde la ciudad de Arica hasta Osorno, en ese momento la más extensa de América Latina.
En 2003 estuvo en el equipo fundador de la Cooperación Latinoamericana de Redes Avanzadas (Red Clara), organización sin fines de lucro conformada por 17 naciones de Latinoamérica que reúne a las Redes de Educación e Investigación de la región.

De 1998 a 2002 fue parte en los Comités Presidenciales de Chile para Internet Society y en 2016 recibió el Reconocimiento del Día Mundial de las Telecomunicaciones, otorgado por la Subsecretaría de Telecomunicaciones de Chile.
En 2017 fue elegido para ingresar al Salón de la Fama de Internet por sus importantes y pioneras contribuciones a la conectividad de Chile y Latinoamérica.